# Elis (Band)
Elis war eine schweizerisch-liechtensteinische Symphonic-Metal-Band die Elemente des Gothic Metal einband, die im Jahr 2002 aus der Band Erben der Schöpfung hervorging.

## Bandgeschichte
Elis wurde im Jahr 2002 gegründet, als sich der Erben-der-Schöpfung-Gründer Oliver Falk von den restlichen Bandmitgliedern trennte. Obwohl die übriggebliebenen Musiker die Rechte an dem Debütalbum Twilight behielten, konnte sich Falk die Namensrechte sichern. Unter dem neuen Namen „Elis“, der der ersten Erben-der-Schöpfung-Single von 2001 entstammt, unterzeichnete die Band im März 2003 einen Plattenvertrag bei Napalm Records. Mit God’s Silence, Devil’s Temptation wurde im August 2003 das Debütalbum von Elis veröffentlicht. Wie schon Twilight wurde auch dieses Album mit Produzent Alexander Krull von Atrocity und Leaves’ Eyes im Mastersound Studio aufgenommen. Das Album platzierte sich auf Platz 8 der DAC-Charts. Probleme mit dem Namensrecht gab es später wieder. Eine französische Firma untersagte den Verkauf von T-Shirts mit Elis-Aufschrift aus markenrechtlichen Gründen, da sie eine gleichnamige Produktpalette besaß.
2004 veröffentlichte die Band das Album Dark Clouds in a Perfect Sky. Im selben Jahr verliess Schlagzeuger Franky Koller die Band, welcher daraufhin von Max Näscher aus Liechtenstein ersetzt wurde, der in Zürich klassisches Schlagzeug studierte. Auch Gitarrist Jürgen Broger trennte sich in Freundschaft von der Band. Am 7. Juli 2006 erlitt die Sängerin Sabine Dünser während einer Bandprobe eine Gehirnblutung, an der sie einen Tag später im Spital verstarb. Die Band beschloss nach längerer Überlegung, mit einer neuen Sängerin weiterzumachen, die am 28. Dezember 2006 mit Sandra Schleret von Siegfried und Dreams of Sanity gefunden wurde. Am 8. Mai 2011 wurde auf der Bandhomepage bekanntgegeben, dass Sandra Schleret die Band verlässt. Die neue Sängerin Simone Christinat wurde am 16. Juni 2011 auf der Website vorgestellt.
Am 24. Februar 2012 gab die Band auf ihrer Homepage sowie Facebook bekannt, dass Simone Christinat Elis stressbedingt verlässt. Den restlichen Mitgliedern würde es nach all den Rückschlägen zu schwer fallen, noch ein Mal neu zu beginnen. Aus diesem Grund verkündete Elis das Ende der Band. Die Mitglieder Max Näscher, Peter Streit, Tom Saxer gründeten dann im Herbst 2012 mit der Sopranistin und Dystera Frontfrau Kathrin Schlumpf, sowie dem Ekpyrosis Bassisten Chris Gruber die Band Zirkonium.

## Diskografie
- 2003: God's Silence, Devil's Temptation (Napalm Records)
- 2004: Dark Clouds in a Perfect Sky (Napalm Records)
- 2006: Griefshire (Napalm Records)
- 2007: Show Me The Way MCD (Napalm Records)
- 2009: Catharsis (Napalm Records)